# アニマンタルクス
アニマンタルクス（Animantarx　「生きた要塞」の意味）は白亜紀後期に現在の北アメリカ西部に生息していたノドサウルス科の曲竜類恐竜の属の一つである。他のノドサウルス類同様、ゆっくりと移動する四足歩行で草食動物で、装甲に覆われていたが尾の棍棒がない恐竜であった。頭骨は長さ約25 cmで、体長は3 m未満であったと推定される。
属名はラテン語で「生きている」もしくは「生気のある」を意味するanimatusと「要塞」もしくは「砦」を意味するarxから構成されていて、装甲している特長にちなんだものである。特に、古生物学リチャード・スワン・ルルの「まるで生命をあたえられた砦のようだ、この動物は実質的に難攻不落だったに違いない」というコメントを参照している。タイプ種は唯一知られている種でもあるA. ramaljonesiで種小名は化石の発見者である Ramal Jones に献名されたものである。Ramal の妻、Carol Jones は近くで同時代の恐竜エオランビアも発見している。

## 発見と種

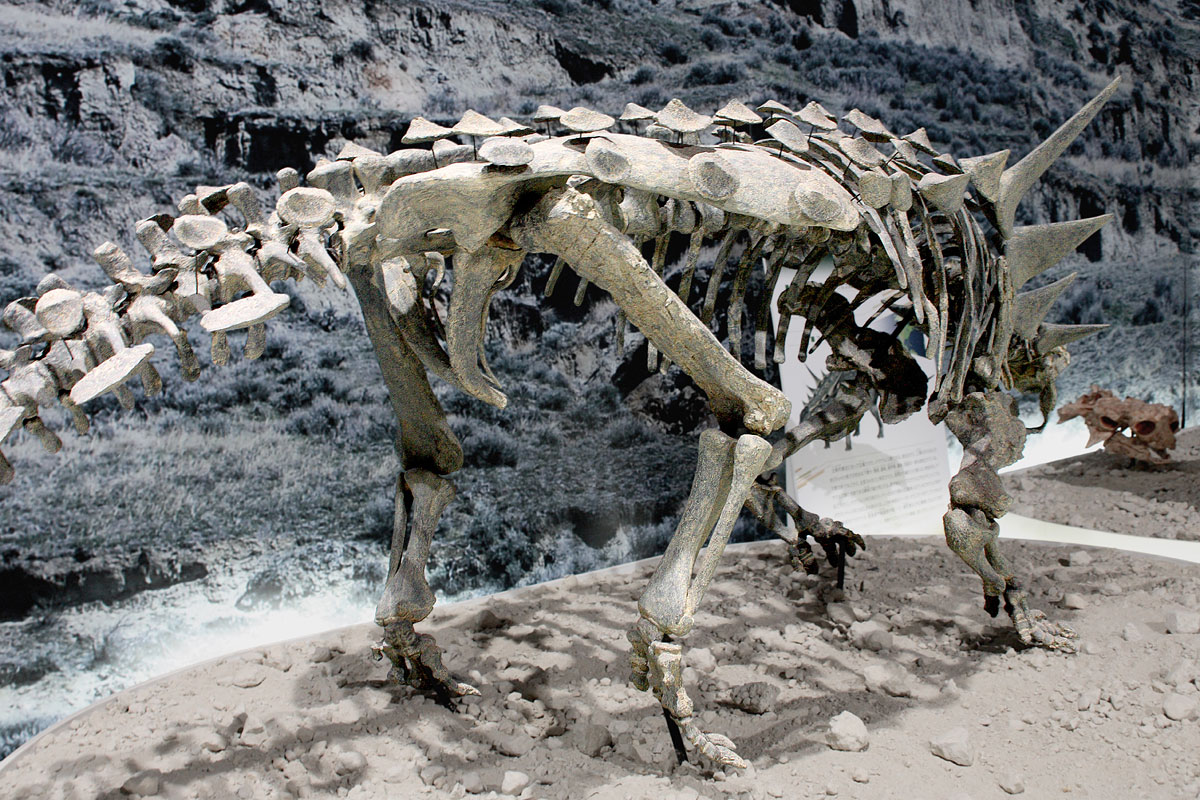
別角度から見た骨格

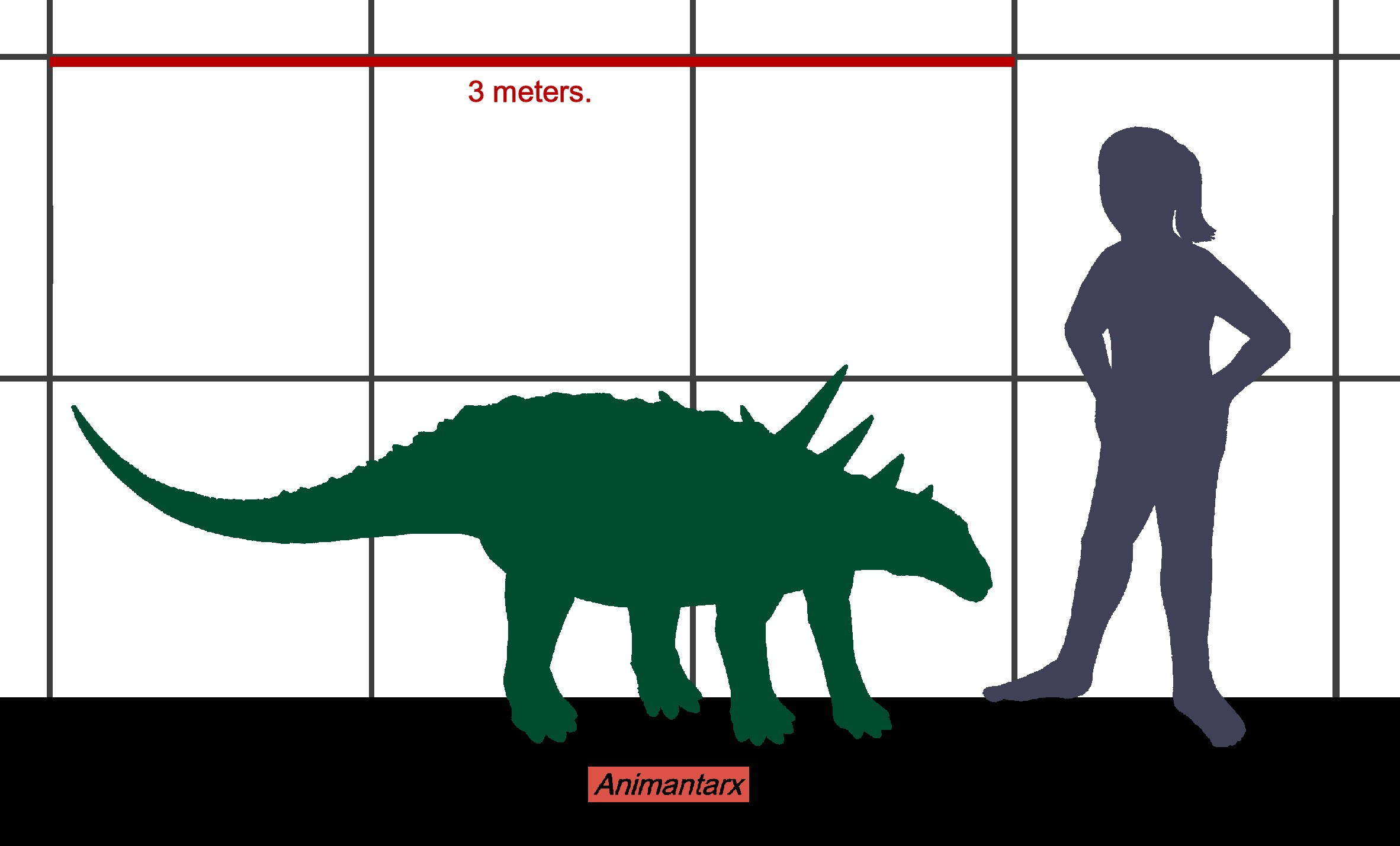
人との大きさ比較

アニマンタルクスの標本は現在までのところ1つだけ収集されている。この標本には下顎、頭骨の後半部、頸椎、胴椎、様々な四肢の要素が含まれている。頭部後方のドーム、後眼窩骨と方形頬骨の上にある小さな角、下顎骨の半分ほどの長さを覆う装甲などの独自の特徴を持つ。 
これらの化石はアメリカユタ州東部にあるシーダーマウンテン累層（en ）のMussentuchit部層で発見された。この地層は白亜紀後期アルブ期からセノマン期（1億600万年前-9700万年前）のものと考えられている。Mussentuchitでは十分に命名されていないものの、魚類、カエル、トカゲ、ヘビ、ワニ、恐竜、鳥類など少なくとも80種類の脊椎動物が発見されている。肉食の獣脚類や違うタイプの草食恐竜であるイグアノドン類のエオランビアなど多くの恐竜のグループがこの地から知られている。魚類やカエルなどの水生生物の化石や泥岩が存在することからこの累層は氾濫原のような環境だったと示唆される。
シーダーマウンテン累層のより古い地層から他のノドサウルス類が知られている。最も古いイエローキャット部層からはガストニアが、中間のポイズンストリップ部層、ルビーランチ部層からはサウロペルタが発見されている。シーダーマウンテン累層で最も新しい時代の地層であるMussentuchitではアニマンタルクスのみが発見されている。シーダーマウンテン累層ではまだ十分に探査されていない場所が多くあるものの、ノドサウルス類の種の分布は他の恐竜のグループのものに一致し、この累層に3つの分かれた動物相が存在したと仮定することが出来る。 Mussentuchitの動物相にはアジアに起源を持つ可能性がある分類群が多く含まれ、この時代にアジアから北アメリカへの分散 が起こったことを示唆する。
この地域で発見される化石はわずかに放射性を帯びていることがよくあり、実際にアニマンタルクスの化石はRamal Jonesがこの地域での放射線探査の最中に高レベルの放射能を検地した場所で発見された。この場所での後続の発掘では表面には何の化石も露出していなかったもののアニマンタルクスの化石が掘り起こされた。

## 分類
科の内部での関係は正確には不確定であるが、アニマンタルクスは一般に曲竜類のノドサウルス科に分類されている。アニマンタルクスは最近の曲竜類の系統解析には含まれていないものの、研究者には丸い上眼窩突起とノブ状の肩峰突起からノドサウルス科のincertae sedisとして認識されている。二つの別の研究でノドサウルス科内でエドモントニアと姉妹群であるとされている。

## 参照
1. ↑  Lull, R.S. 1914. Rulers of the Mesozoic. Yale Review 3: 352-363.
2. 1 2  Kirkland, J.I., Britt, B., Burge, D.L., Carpenter, K., Cifelli, R., DeCourten, F., Eaton, J., Hasiotis, S., and Lawton, T. 1997. Lower to Middle Cretaceous dinosaur faunas of the Central Colorado Plateau: a key to understanding 35 million years of tectonics, sedimentology, evolution, and biogeography. Brigham Young University Geology Studies 42:69-103.
3. ↑  Carpenter, K., Kirkland, J.I., Burge, D.L., & Bird, J. 1999. Ankylosaurs (Dinosauria: Ornithischia) of the Cedar Mountain Formation, Utah, and their stratigraphic distribution. In: Gillette, D. (Ed.) Vertebrate Paleontology in Utah. Utah Geological Survey Miscellaneous Publication 99-1. Pp. 243-251.
4. ↑  Jones, R.D. & Burge, D.L. 1995. Radiological surveying as a method for mapping dinosaur bone sites. Journal of Vertebrate Paleontology 15: 38A.
5. ↑  Vickaryous, M.K., Maryanska, T., & Weishampel, D.B. 2004. Ankylosauria. In:  Weishampel, D.B., Dodson, P., & Osmólska, H. (Eds.). The Dinosauria (2nd edition). Berkeley: University of California Press. Pp. 363-392.
6. ↑  Carpenter, K. 2001. Phylogenetic analysis of the Ankylosauria. In: Carpenter, K. (Ed.). The Armored Dinosaurs. Bloomington: Indiana University Press. Pp. 454–483.
7. ↑  Hill, R.V., Witmer, L.M., Norell, M.A. 2003. A New specimen of Pinacosaurus grangeri (Dinosauria: Ornithischia) from the Late Cretaceous of Mongolia: ontogeny and phylogeny of ankylosaurs. American Museum Novitates 3395: 1-29.